# Neocoelidiana chlorata
Neocoelidiana chlorata är en insektsart som beskrevs av Delong och Hermann Julius Kolbe 1975. Neocoelidiana chlorata ingår i släktet Neocoelidiana och familjen dvärgstritar. Inga underarter finns listade i Catalogue of Life.